# Fluidodinamica applicata
La fluidodinamica applicata consiste nella progettazione e realizzazione di sistemi basati sui principi della fluidodinamica,  branca della meccanica dei fluidi che si occupa del comportamento dei fluidi (liquidi e gas) in movimento. 
L'interesse per questa disciplina è alimentato tanto dall'importanza delle sue applicazioni pratiche, basti pensare al settore della produzione d'energia (turbine, scambiatori di calore, motori, sistemi di combustione), quanto dalla presenza di fenomeni ancora non bene spiegati, come la dinamica non lineare dei fluidi, sulla quale si basano il moto di conglomerati di galassie, delle microparticelle e degli inquinanti sospesi nell'aria. 